# Milan Stepanov
Milan Stepanov (Novi Sad, Yugoslavia, 2 de abril de 1983) es un futbolista serbio. Juega de defensa y su equipo actual es el Mersin İdmanyurdu SK que participa en la Superliga de Turquía.

## Trayectoria

### Málaga CF
El 27 de julio de 2009 se confirmó su cesión por un año al Málaga CF, cuya cesión incorporaba una opción de recompra de 5 millones de euros. A pesar de que en sus primeros meses en el club malacitano no logró ganarse la confianza del técnico Juan Ramón López Muñiz, poco a poco fue ganándose un sitio en la zaga blanquiazul llegando a convertirse en uno de los fijos de la defensa malaguista.
A final de temporada, el club no lleva a cabo la opción de recompra, por lo que vuelve al FC Oporto.

### Selección nacional
Ha sido internacional con la Selección de fútbol de Serbia, donde ha jugado 6 partidos internacionales.

## Clubes
| Club                 | País     | Año       |
| -------------------- | -------- | --------- |
| FK Vojvodina         | Serbia   | 2000-2006 |
| Trabzonspor          | Turquía  | 2006-2007 |
| FC Porto             | Portugal | 2007-2009 |
| Málaga CF            | España   | 2009-2010 |
| Bursaspor            | Turquía  | 2010-2012 |
| Mersin İdmanyurdu SK | Turquía  | 2012-     |